# Kuleli Askerî Lisesi

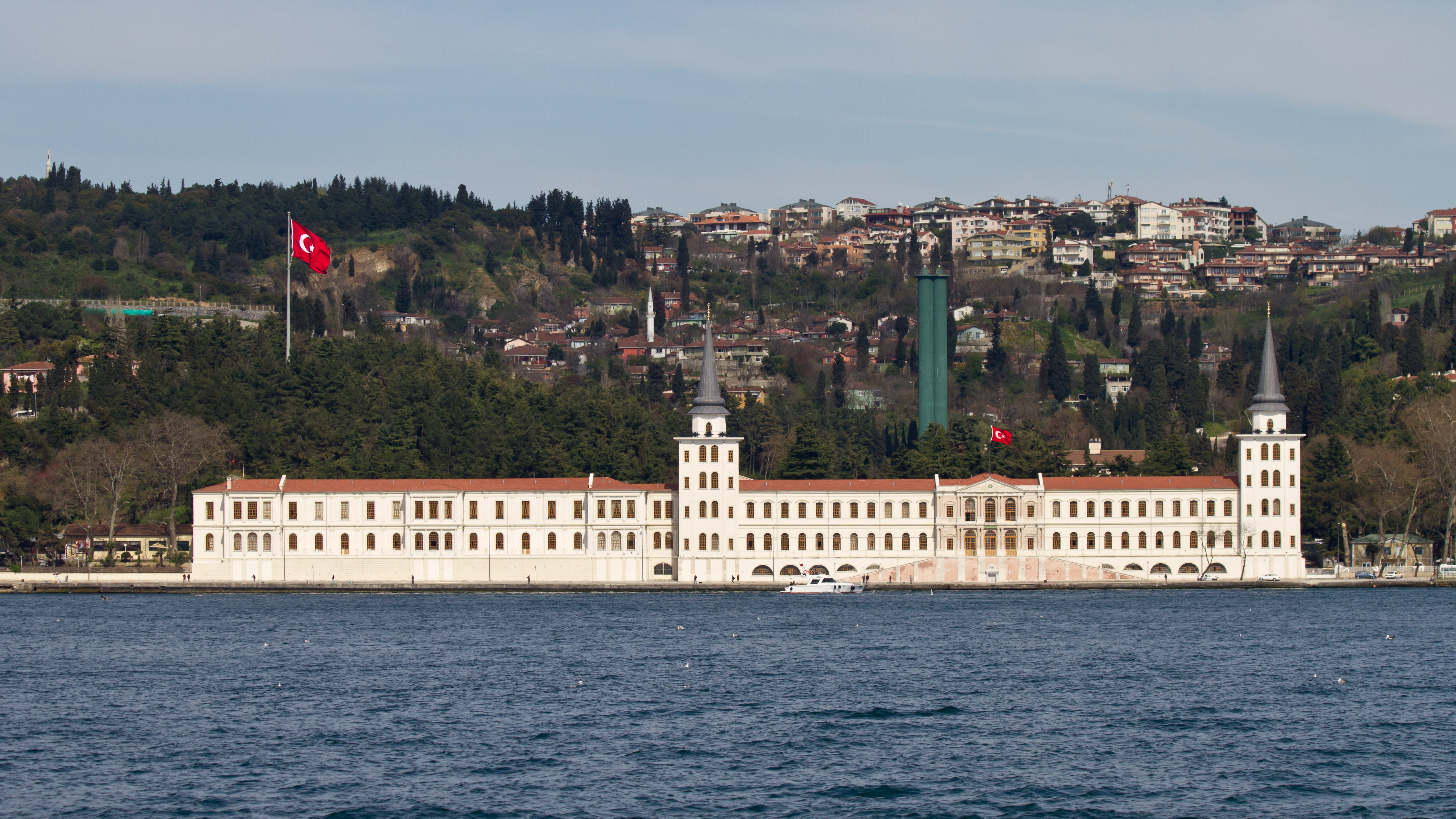
Das ehemalige Schulgebäude des Kuleli Askerî Lisesi

Das Kuleli Askerî Lisesi, deutsch Militärgymnasium Kuleli, war eine der ältesten Militärschulen in der Türkei. Sie hatte ihren Sitz im Istanbuler Stadtteil Çengelköy am Ufer des Bosporus. Die Schule wurde 1845 von dem osmanischen Sultan Abdülmecid I. gegründet und 2016 geschlossen.

## Geschichte

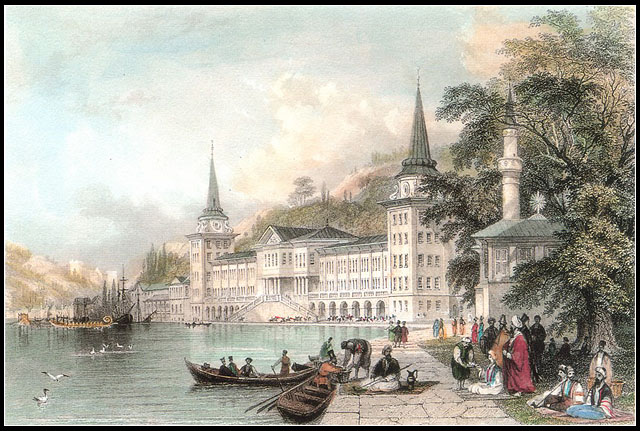
Die Kavallerie-Kaserne Kuleli in einem Druck von Thomas Allom aus dem Jahr 1841

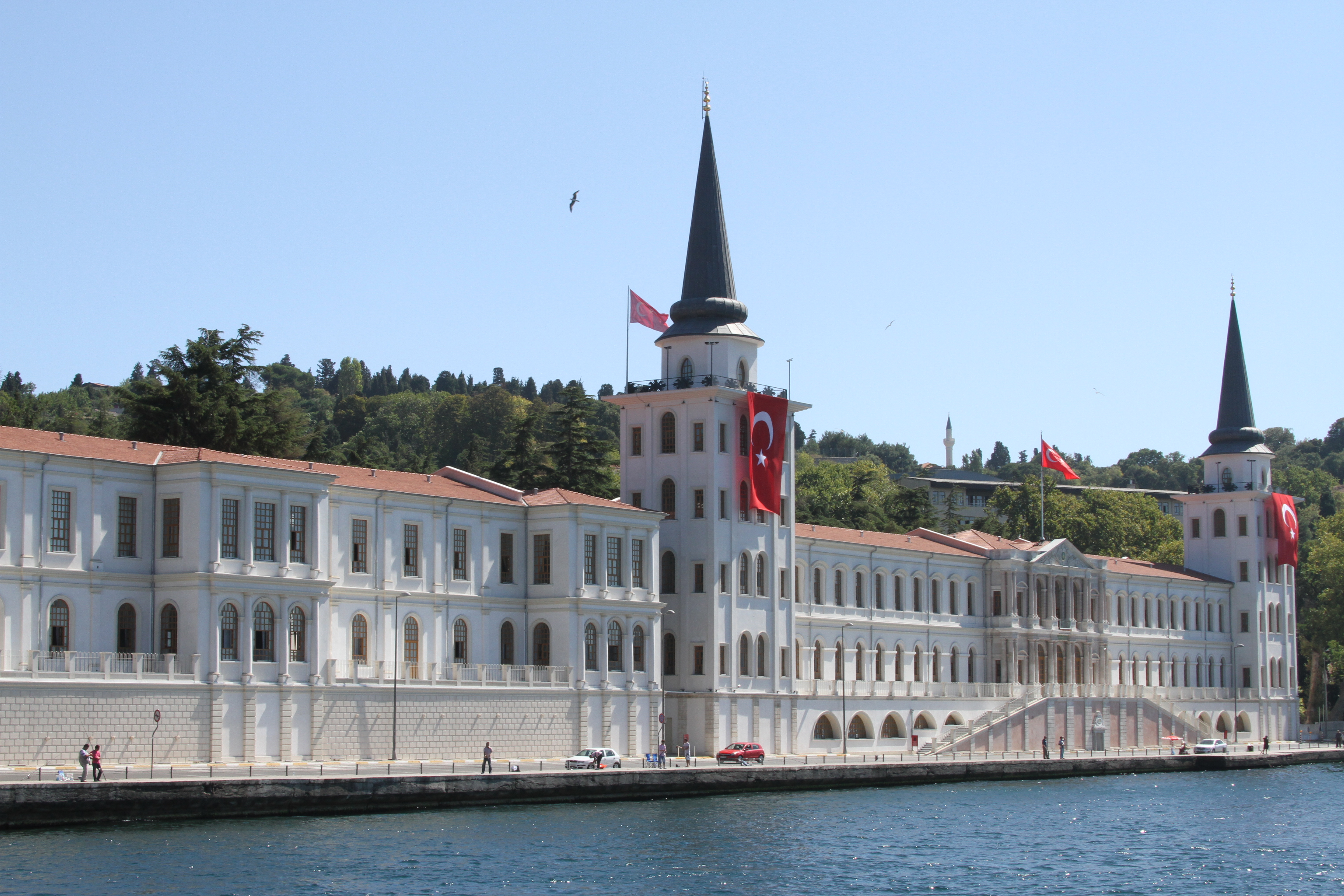
Das Gebäude der ehemaligen Schule

Das Kuleli Askerî Lisesi wurde am 21. September 1845 unter dem Namen Mekteb-i Fünun-ı İdadiye im Istanbuler Stadtteil Maçka gegründet und sollte in ein altes Kasernengebäude einziehen (heute Teil der İstanbul Teknik Üniversitesi). Aufgrund von Sanierungsarbeiten im Schulgebäude musste die Schule im ersten Jahr im Çinili Köşk im Topkapı-Palast unterkommen. Das zweite Schuljahr startete mit der feierlichen Einweihung des neuen Schulgebäudes in Anwesenheit von Sultan Abdülmecid I. am 10. Oktober 1846.
Im Jahr 1868 beschloss man, alle Militärschulen zusammenzuschließen. Vier weiterführende Schulen, darunter auch Kuleli, wurden unter dem Namen „Umum Mekteb-i İdadî Şahane“ vereint und in die ehemalige Galatasaray-Kaserne verlegt. Doch es stellte sich bald heraus, dass diese Zusammenlegung wenig sinnvoll war, und so entschloss man sich, dass jede Schule wieder eigenständig lehren sollte. Aus diesem Grund wurden die „Mekteb-i Fünun-ı İdadîye“ und die „Deniz İdadîsi“ (Marine-Gymnasium) 1872 in die Kuleli-Kaserne verlegt. In der Folge erhielt die Schule den Namen „Kuleli İdadîsi“ (Militärschule Kuleli). Das Gebäude war ursprünglich in den Jahren 1836 bis 1839 als Kavalleriekaserne von dem armenischstämmigen osmanischen Architekten Garabet Balyan erbaut worden. Nach dem Krimkrieg war es 1856 abgebrannt und vom Architekten wiederaufgebaut worden. Seinen Namen Kuleli (dt. „mit Turm“) erhielt es aufgrund der mächtigen über quadratischem Grundriss errichteten Ecktürme mit einem leicht zurückgesetzten oktogonalen Aufsatz.
Während des Russisch-Osmanischen Krieges in den Jahren 1877/78 wurde das Schulgebäude zu einem Lazarett umfunktioniert. Daher musste die Schule in dieser Zeit in ein Gebäude der Militärakademie in Pangaltı (heute Elmadağ) umziehen. Nach dem Kriegsende zog die Schule 1879 wieder in ihr angestammtes Gebäude in Çengelköy um, wo auch die Askeri Tıbbiye İdadisi (Militärmedizin-Schule) unterkam. Das nahe Militärlazarett wurde der Militärmedizin-Schule angegliedert, da dessen Gebäude inzwischen zu klein geworden war. Später wurde das Krankenhaus in das Stadtviertel Beylerbeyi verlegt. Die Askeri Tıbbiye İdadisi wurde 1910 nach Haydarpaşa umgesiedelt. In den folgenden Jahren wurde die Schule großzügig erweitert.
Während des ersten Balkankrieges in den Jahren 1912/13 wurde die Kuleli-Kaserne erneut zum Militärhospital. Die Schüler wurden aufgeteilt. Einige wurden an die Mädchenschule Kandilli geschickt, andere fanden in den Gebäuden beim Beylerbeyi-Palast Unterschlupf. Schon Ende des Jahres 1913 wurde die Schule wieder in ihr Haus zurückverlegt.
Im Ersten Weltkrieg war die Schule kurzfristig in einem griechischen Waisenhaus auf der Insel Büyükada untergebracht. Zum Ende des Krieges wurde das Gebäude aufgrund des britischen Drängens in den Verhandlungen des Waffenstillstands von Moudros zum Schlafhaus für armenische Waisenkinder und Flüchtlinge umfunktioniert, die im Ersten Weltkrieg im Rahmen des osmanischen Deportationsgesetzes verschleppt worden waren.
Die Kuleli-Schule wurde in ein ehemaliges Militärzeltcamp nahe der Sünnet-Brücke in Kağıthane ausgelagert und einen Monat später in einer Polizeistation in Maçka untergebracht. Aufgrund des Interesses der Briten an dem Gebäude musste die Schule im Dezember 1920 in eine alte Polizeischule nahe dem Beylerbeyi-Palast umziehen. Mit dem Vertrag von Lausanne wurden die Kuleli-Kaserne dem türkischen Militär nach dem türkischen Befreiungskrieg (1919–1923) zurückübertragen. Die Briten verließen die Schulgebäude und die Schule konnte am 6. Oktober 1923 den Unterricht wieder in den alten Räumen aufnehmen.
Mit dem Bildungsgesetz „Tevhid-i Tedrisat“ aus dem Jahr 1924 wurde die Schule zur zivilen Sekundarschule und zum „Kuleli Lisesi“ umbenannt. Doch schon Ende des Jahres wurde das Gymnasium wieder zur Militärschule und erhielt 1925 den Namen „Kuleli Askerî Lisesi“.
Während des Zweiten Weltkriegs wurde die Schule im Mai 1941 nach Konya verlegt. Die Kuleli-Kaserne wurde zu einem Militärlazarett mit 1.000 Betten. Nach dem Zweiten Weltkrieg wurde die Schule am 18. August 1947 nach Istanbul zurückverlegt und war seither dort ansässig. Bis zum Schuljahr 1975/76 unterrichtete die Schule nach dem Lehrplan des Bildungsministeriums. Im nächsten Jahr wurde das College-System übernommen und die Schulzeit mit einem Vorbereitungsjahr von drei auf vier Jahre erhöht.
Mit einem Dekret vom 31. Juli 2016 wurden nach dem Putschversuch sowohl die Kuleli-Schule wie auch alle anderen Militärschulen geschlossen. Das Gebäude soll in den nächsten Jahren Sitz eines Nationalmuseums werden.

## Bekannte Absolventen
- İlker Başbuğ, 26. Generalstabschef der Türkei
- Hulusi Behçet, Mediziner
- Yaşar Büyükanıt, 25. Generalstabschef der Türkei
- Cemal Pascha, Bürgermeister von Istanbul
- Fazıl Hüsnü Dağlarca, Dichter
- Fevzi Çakmak, Feldmarschall und Politiker
- Ragıp Gümüşpala, 11. Generalstabschef der Türkei
- Cemal Gürsel, 4. Staatspräsident der Türkei
- Remzi Aydın Jöntürk, Regisseur, Schauspieler und Maler
- Kâzım Karabekir, osmanischer Offizier und Politiker
- Aziz Nesin, Schriftsteller
- Osman Nuri Pascha, osmanischer Feldmarschall
- Osman Pamukoğlu, General, Politiker und Schriftsteller
- Ömer Seyfettin, Schriftsteller
- Cevdet Sunay, 5. Staatspräsident der Türkei
- Cengiz Topel, Kampfpilot
- Alparslan Türkeş, Politiker